# 北園 (弘前市)
北園（きたぞの）は、青森県弘前市の大字。郵便番号は036-8151。

## 地理
弘前市の新市街地域に属する。北で南富田町・取上、東で清原、南で学園町・松原東、南西で三岳町、西で豊原と隣接する。

## 歴史

### 沿革
- 1979年（昭和54年）～現在 - 取上、清原から分離、北園一丁目、二丁目になる

### 地名の由来
学園町の北に位置することから。

## 世帯数と人口
2017年（平成29年）6月1日現在の世帯数と人口は以下の通りである。
| 丁目       | 世帯数  | 人口  |
| ---------- | ------- | ----- |
| 北園一丁目 | 171世帯 | 311人 |
| 北園二丁目 | 241世帯 | 473人 |
| 計         | 412世帯 | 784人 |

## 交通

### バス
弘南バス
- 北園町（弘前駅 - 学園町線）停留所 - 柴田学園大学附属柴田学園高等学校への下車停留所である。
- 北園一丁目（弘前バスターミナル - 清原・安原 - 小栗山線）停留所

## 施設
- 北園会館
- 三岳公園 - 三岳堂溜池というため池を埋め立てて造成された。
- 弘前愛成会病院
- 日本基督教団弘前南教会

## 小・中学校の学区
市立小・中学校に通う場合、学区は以下の通りとなる。
| 町丁       | 番・番地 | 小学校             | 中学校             |
| ---------- | -------- | ------------------ | ------------------ |
| 北園一丁目 | 全域     | 弘前市立文京小学校 | 弘前市立第三中学校 |
| 北園二丁目 | 全域     | 弘前市立文京小学校 | 弘前市立第三中学校 |